# Exaeretopus pimpinellae
Exaeretopus pimpinellae är en insektsart som beskrevs av Borchsenius 1957. Exaeretopus pimpinellae ingår i släktet Exaeretopus och familjen skålsköldlöss. Inga underarter finns listade i Catalogue of Life.